# چشمه منتش
چشمه منتش، روستایی از توابع بخش چنگ الماس شهرستان بیجار در استان کردستان ایران است.زبان این روستا کوردی با گویش لیلاخی صحبت میکنن

## جمعیت
این روستا در دهستان خسروآباد قرار دارد و براساس سرشماری مرکز آمار ایران در سال ۱۳۸۵، جمعیت آن ۱٬۰۱۲ نفر (۲۲۸خانوار) بوده‌است.